# Garrett Olson
Pour les articles homonymes, voir Garrett et Olson.
Garrett Andrew Olson (né le 13 octobre 1983 à Fresno, Californie, États-Unis) est un ancien lanceur gaucher de baseball.
Il joue précédemment dans la Ligue majeure de baseball de 2007 à 2012. 

## Carrière
Après des études secondaires à la Buchanan High School de Clovis (Californie), Garrett Olson suit des études supérieures à l'Université d'État polytechnique de Californie où il porte les couleurs des Mustangs de Cal Poly de 2003 à 2005.  
Il est repêché le 7 juin 2005 par les Orioles de Baltimore au premier tour de sélection (48e choix) et perçoit un bonus de 650 000 dollars à la signature de son premier contrat professionnel le 22 juin 2005. 
Olson passe deux saisons en Ligues mineures avant d'effectuer ses débuts en Ligue majeure le 4 juillet 2007.
Transféré le 18 janvier 2009 chez les Cubs de Chicago, Olson est échangé dix jours plus tard aux Mariners de Seattle. 
Le 18 mars 2011, il est réclamé au ballottage par les Pirates de Pittsburgh. Il ne joue que quatre matchs avec Pittsburgh en 2011, remportant une victoire contre une défaite avec une moyenne de points mérités de 2,08 en quatre manches et un tiers lancées.
En décembre 2011, Olson est mis sous contrat par les Mets de New York. Il ne joue qu'un match avec les Mets en 2012. Il participe au camp d'entraînement des Athletics d'Oakland en 2013 mais est libéré le 16 mars et prend le chemin de la Corée du Sud où il rejoint les Doosan Bears de l'Organisation coréenne de baseball.

## Statistiques
| Saison | Équipe    | G  | GS | CG | SHO | V  | D  | SV | IP    | SO  | ERA  |
| ------ | --------- | -- | -- | -- | --- | -- | -- | -- | ----- | --- | ---- |
| 2007   | Baltimore | 7  | 7  | 0  | 0   | 1  | 3  | 0  | 32.1  | 28  | 7,79 |
| 2008   | Baltimore | 26 | 26 | 0  | 0   | 9  | 10 | 0  | 132.2 | 62  | 6,65 |
| 2009   | Seattle   | 31 | 11 | 0  | 0   | 3  | 5  | 0  | 80.1  | 34  | 5,60 |
| 2010   | Seattle   | 35 | 0  | 0  | 0   | 0  | 3  | 1  | 37.2  | 15  | 4,54 |
| Totaux | Totaux    | 99 | 44 | 0  | 0   | 13 | 21 | 1  | 283.0 | 189 | 6,20 |

Note : G = Matches joués ; GS = Matches comme lanceur partant ; CG = Matches complets ; SHO = Blanchissages ; 
V = Victoires ; D = Défaites ; SV = Sauvetages ; IP = Manches lancées ; SO = Retraits sur des prises ; ERA = Moyenne de points mérités.